# Costus macranthus
Costus macranthus är en enhjärtbladig växtart som beskrevs av Karl Moritz Schumann. Costus macranthus ingår i släktet Costus och familjen Costaceae. Inga underarter finns listade.